# Деведесет пет теза
Деведесет пет теза или Расправа о моћи индулгенције списак је приједлога за академску расправу коју је 1517. године написао Мартин Лутер, професор моралне теологије на Универзитету у Витенбергу у Саксонији. Они су представљали Лутерове ставове против онога што је он сматрао злоупотребом праксе клера приликом продаје индулгенције, које су биле увјерења за које се вјеровало да смањују временску казну у чистилишту за гријехе који су почињени њихови купци или њихови најмилији. У Тезама, Лутер тврди да је покајање које је Христос захтијевао да би се опростили гријехови подразумијевало унутрашње духовно покајање, а не само спољашњу сакраменталну исповјест. Тврдио је да индулгенције наводе хришћане да избјегавају истинско покајање и тугу због гријеха, вјерујући да од тога могу одустати куповином индулгенција. Такође су, према Лутеру, обесхрабљивале хришћане да дају сиромашнима и врше друга дјела милосрђа, вјерују да су увјерења о индулгенцији духовно вриједније. Иако је Лутер тврдио да су његови ставови о индулгенцијама у складу са ставовима папе, Тезе оспоравају папину булу из 14. вијека у којој се наводи да папа може користити ризницу заслуга и добрих дијела прошлих светитеља како би скратио временску казну за гријехове. Тезе су уобличене као приједлози које треба изнијети у расправи, а не као нужно представљање Лутерових мишљења, а Лутер је касније појаснио своје стајалиште у Објашњењу спорова о вриједности индулгенција.

## Шта претходи тезама
Мартин Лутер, професор моралне теологије на Универзитету Витенберг и проповедник града, написао је 95 теза против савремене праксе цркве у вези са индулгенцијама. Католичка црква је у то време била једина хришћанска црква западне Европе. У овом систему, када хришћани греше и признају грех, њима је грех опроштен и неће добити вечну казну у паклу.
Лутер је посебно забринут 1517. године када су његови парохијани, који су се враћали из куповине индулгенција тј. опроштајница грехова, тврдили да више не морају да се покају и мењају своје животе како би им се опростили греси. Након што је то чуо, Лутер је почео да пажљиво проучава ово питање и контактирао стручњаке о овој теми. 1517. неколико пута је проповедао о индулгенцији, објашњавајући да је истинско покајање боље него купити опроштај. Проповедао је да се за добијање опроштаја претпоставља да је грешник признао и покајао се, иначе би све било бесмислено.